# Бережновка (Волгоградская область)
Бережновка — село в Николаевском районе Волгоградской области России, административный центр Бережновского сельского поселения.
Население — 1639 (2010) человек.

## Физико-географическая характеристика
Село расположено в Заволжье, в пределах Прикаспийской низменности, на восточном берегу Волгоградского водохранилища, на высоте около 40 метров выше уровня мирового океана. Первоначально село располагалось на левом берегу протоки Малый Еруслан. В настоящее время село расположено восточнее старого места, у входа в Ерусланский залив Волгоградского водохранилища. Рельеф местности равнинный. Почвы каштановые. Почвообразующие породы — пески.
По автомобильной дороге расстояние до областного центра города Волгограда составляет 220 км, до районного центра города Николаевск — 46 км. Близ села проходит региональная автодорога Астрахань — Волжский — Энгельс — Самара.
Климат
Климат континентальный, засушливый (согласно классификации климатов Кёппена-Гейгера — Dfa). Среднегодовая температура воздуха положительная и составляет + 7,2 °C, средняя температура самого холодного месяца января — 9,3 °C, самого жаркого месяца июля + 23,3 °C. Расчётная многолетняя норма осадков — 373 мм. Наименьшее количество осадков выпадает в марте (20 мм), наибольшее в июне (43 мм)
Часовой пояс
Бережновка, как и вся Волгоградская область, находится в часовой зоне МСК (московское время). Смещение применяемого времени относительно UTC составляет +3:00.

## История
Дата основания не установлена. Первоначально имело статус хутора. По состоянию на 1859 год хутор Бережнов относился к Царевскому уезду Астраханской губернии. В хуторе имелось 125 дворов, проживало 925 жителей (462 мужчины и 463 женщины)
По состоянию на 1900 год село относилось к Молчановской волости, в селе имелось одноклассное училище. Согласно Памятной книжке Астраханской губернии на 1914 год в селе проживали 1147 душ мужского и 1068 женского пола.
В 1919 году село в составе Царевского уезда включено в состав Царицынской губернии. В 1928 году село включено в состав Николаевского района Нижне-Волжского края, с 1934 года — Сталинградского края, с 1936 года — Сталинградской области).
В связи со строительством Сталинградской ГЭС село оказалось в зоне затопления, село было перенесено на новое место.
В соответствии с решением Волгоградского облисполкома от 17 мая 1978 года № 10/382 «О некоторых изменениях в административно-территориальном делении области» населенные пункты, имеющие служебное и временное значение — посёлки Новостройка, ОТФ Онищенко, ОТФ Белетова, ОТФ Джамалиева, ОТФ Гладенко, ОТФ Абдурахманова, ОТФ Абдуллаева, были приписаны к постоянному населённому пункту — к селу Бережновка, Бережновский с/с.

## Население
| 1859 | 1897 | 1904 | 1908 | 1911 | 1914 | 1987 | 2002 |
| ---- | ---- | ---- | ---- | ---- | ---- | ---- | ---- |
| 925  | 2190 | 2469 | 2636 | 2322 | 2215 | 1700 | 1760 |

| 2010 |
| ---- |
| 1639 |

## Археология и антропология
Подкурганные погребения у села Бережновка Сталинградской области, исследованные в 1951—1955 годах И. В. Синицыным, трактуются им как древнеямные. Н. Я. Мерперт отнёс к древнеямным только часть бережновских захоронений, включив в их состав и некоторые другие погребения нижневолжских курганов с репинской керамикой. И. Б. Васильев предложил рассматривать часть бережновских погребений отдельно от более поздних хронологически ямно-репинских и относить их к позднему этапу энеолитической хвалынской культуры. Все бережновские черепа долихокранные или субдолихокранные с высоким сводом. Такие морфологические черты могут быть связаны не с западом, а с Предкавказьем и временем контактов между носителями раннеямной и майкопской культур.